# Hanns Otto Ball

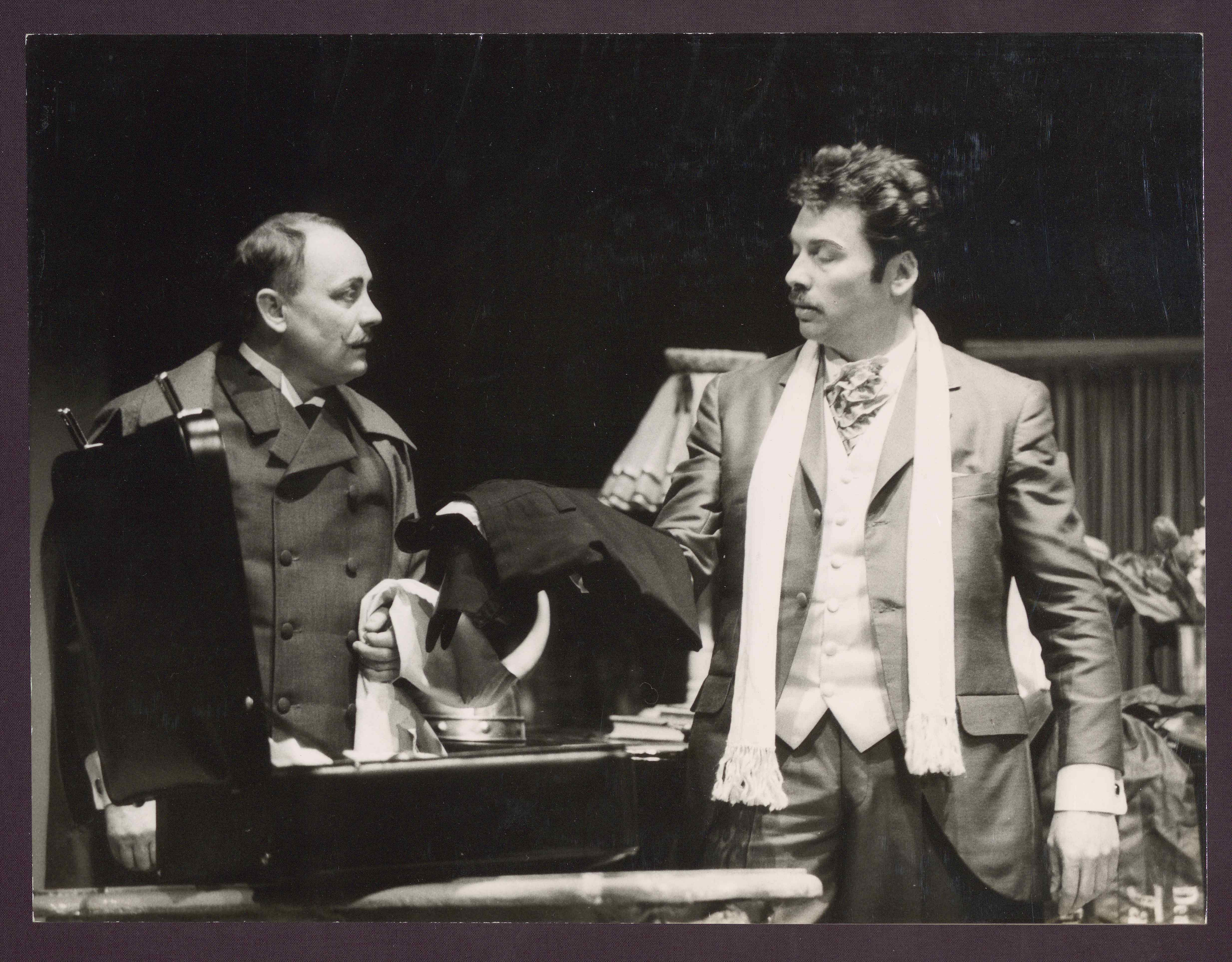
Martin Rickelt und Hanns Otto Ball (rechts) in Der Kammersänger am Badischen Staatstheater Karlsruhe

Hanns Otto Ball (* 12. April 1926 in Wien, Österreich; † 6. Januar 2007 in Haßloch, Deutschland) war ein österreichischer Schauspieler.

## Leben
Nach dem Gymnasium studierte Hanns Otto Ball Philosophie an den Universitäten Wien und Bonn. Von 1946 bis 1948 besuchte er das Max Reinhardt Seminar in Wien. 1948 debütierte er am Landestheater Innsbruck als Ferdinand in Kabale und Liebe. Anschließend übernahm er dort weitere Rollen als jugendlicher Held und Liebhaber. Danach spielte er am Stadttheater St. Gallen (1949/50), Staatstheater Stuttgart (1950/51) und den Städtischen Bühnen Bonn (1951–1954). Zu seinen damaligen Rollen gehörten Essex in Ferdinand Bruckners Schauspiel Elisabeth von England, Sir Archie in Winterballade und Petruchio in Der Widerspenstigen Zähmung. Ab 1954 war Ball als 1. Held an den Bühnen der Landeshauptstadt Kiel engagiert, wo er unter anderem Jim Tyrone in Ein Mond für die Beladenen von Eugene O’Neill verkörperte. Um 1967 wurde er vom Badischen Staatstheater Karlsruhe verpflichtet.
Ab den 1960er Jahren war Ball neben dem Theater in verschiedenen Fernsehrollen zu sehen, beispielsweise als Ben Tipton in Der kleine Lord (1962) und als Christian von Ilow in Wallenstein (1978). Er arbeitete auch für verschiedene Hörfunksender, darunter Rot-Weiß-Rot und RAVAG Wien (1949), Sender Innsbruck (1948/49), Studio Zürich (1950), Süddeutscher Rundfunk (1959/51), Südwestfunk (1951), Hessischer Rundfunk (1953/54) und Westdeutscher Rundfunk Köln (1951–1954). Ab 1951 war er zudem als Synchronsprecher tätig.

## Filmographie (Auswahl)
- 1961: Schweyk im Zweiten Weltkrieg
- 1961: Die Sache mit dem Ring
- 1962: Becket oder Die Ehre Gottes
- 1962: Der kleine Lord
- 1963: Aufstand der Gehorsamen
- 1963: Kleider machen Leute
- 1963: Antonius und Cleopatra
- 1964: Die fünfte Kolonne – Treffpunkt Wien
- 1966: Theater und Gesellschaft – Rollenbilder im Wandel der Jahrhunderte
- 1966: Das heilige Experiment
- 1967: Das Attentat – Heydrich in Prag
- 1968: Die Begnadigung
- 1969: Asche des Sieges
- 1969: Pater Brown
- 1969: Frei bis zum nächsten Mal
- 1969: Rivalen
- 1971: Chronik der laufenden Ereignisse
- 1972: Tatort: Münchner Kindl
- 1973: Florian
- 1973: In Sachen Fischer
- 1974: Unter Ausschluß der Öffentlichkeit
- 1974: Telerop 2009 – Es ist noch was zu retten
- 1974: Der Macher oder Warten auf Godeau
- 1974: Mary Stuart
- 1976: Eurogang
- 1977: Ein Mann will nach oben
- 1978: Wallenstein
- 1981: Café Wernicke
- 1981: François Villon